# Kachemak (Alaska)
Kachemak es una ciudad situada en el borough de Península de Kenai, Alaska, Estados Unidos. Tiene una población estimada, a mediados de 2023, de 591 habitantes.

## Geografía
La localidad está ubicada en las coordenadas 59°40′28″N 151°25′11″O / 59.67444, -151.41972 (59.674535, -151.436347).

## Demografía
Según la estimación 2018-2022 de la Oficina del Censo, los ingresos medios de los hogares de la localidad son de $65,000 y los ingresos medios de las familias son de $78,750. Alrededor del 24.4% de la población está por debajo de la línea de pobreza.